# T 5 (Schiff)
T 5 war ein Torpedoboot der deutschen Kriegsmarine. Es lief am 22. November 1937 als erstes Boot des Typs 1935 vom Stapel. Es war eines der sechs bei Deschimag in Bremen gebauten Boote dieser Klasse und wurde am 23. Januar 1940 in Bremen für die 2. Torpedoboots-Flottille in Dienst gestellt.
Im Juni 1940 erfolgte der erste Fronteinsatz des Boots im Geleitdienst zwischen Frederikshavn und Horten. Das Boot kam in der Nordsee, vor Norwegen, im Ärmelkanal, in der Biskaya und in der Ostsee zum Einsatz. Es sank im Verlauf der Verwundeten- und Flüchtlingstransporte über die Ostsee 1945 am 14. März 1945 bei Hela nach einem Minentreffer; dabei kamen 24 Mann der Besatzung und viele der eingeschifften Flüchtlinge ums Leben.

## Baugeschichte
Von den zwölf Booten des Typs „Torpedoboot 1935“ entstanden sechs im Werk Weser der Deschimag in Bremen und sechs bei den Schichau-Werken in Elbing. Diese ersten Torpedoboote des Aufrüstungsprogramms der Kriegsmarine sollten mit ihrer Standardverdrängung unter die 600-ts-Grenze fallen, womit ihre Tonnage bei den damals geltenden internationalen Rüstungsabkommen nicht zur Anrechnung gekommen wäre. Tatsächlich verdrängten die Boote jedoch mehr als 800 ts, wie auch schon die von der Reichsmarine Mitte der 1920er Jahre beschafften Torpedoboote der Raubvogel- und Raubtier-Klasse. Mit sechs Torpedorohren und nur einem 10,5-cm-Geschütz waren die Neubauten vorrangig Torpedoträger und entsprachen nicht den später an sie gestellten Anforderungen. Die Kriegsmarine verzichtete daher nach neun weiteren Booten des sehr ähnlichen Typs „1937“, die alle bei Schichau entstanden, auf den Bau weiterer Boote dieser Art und entwickelte das wesentlich größere „Flottentorpedoboot 1939“ als Folgetyp.

Erstzustand 1939/1940

Die 21 Boote des Typs 1935 kamen erst im Zweiten Weltkrieg vom 8. Oktober 1939 (T 8) bis zum 6. August 1940 (T 10) in Dienst, als die Bestimmungen, unter denen sie geplant worden waren, keine Rolle mehr spielten. Eine eigentliche nötige Anpassung der Boote an die im Kriegseinsatz erkannten Bedürfnisse war aber nicht mehr möglich, so dass nach der Fertigstellung der begonnenen neun Boote der Klasse 1937, die zwischen Mai 1941 und Juli 1942 fertig wurden, der Bau dieses Typs aufgegeben wurden. Die ersten Flottentorpedoboote wurden schon neben den letzten Booten des Typs 1937 fertig.

## Einsatzgeschichte
Obwohl T 5 als erstes Boot der Klasse vom Stapel lief, wurde es erst am 23. Januar 1940 in Bremen in Dienst gestellt. Erster Kommandant wurde Kltn Rudolf Koppenhagen. Das Boot bildete mit den ebenfalls in Bremen gebauten T 8, T 7, T 6, T 11 und T 12 die 2. Torpedobootsflottille unter Kkpt Walter Riede in der Nordsee, während die sechs bei Schichau gebauten Boote die 1. Torpedobootsflottille in der Ostsee bildeten. Die Flottille wurde von Sommer 1940 bis Frühjahr 1941 in der Nordsee, gelegentlich auch im Ärmelkanal zu Stichfahrten, Minenlegeunternehmungen und Geleitaufgaben eingesetzt.

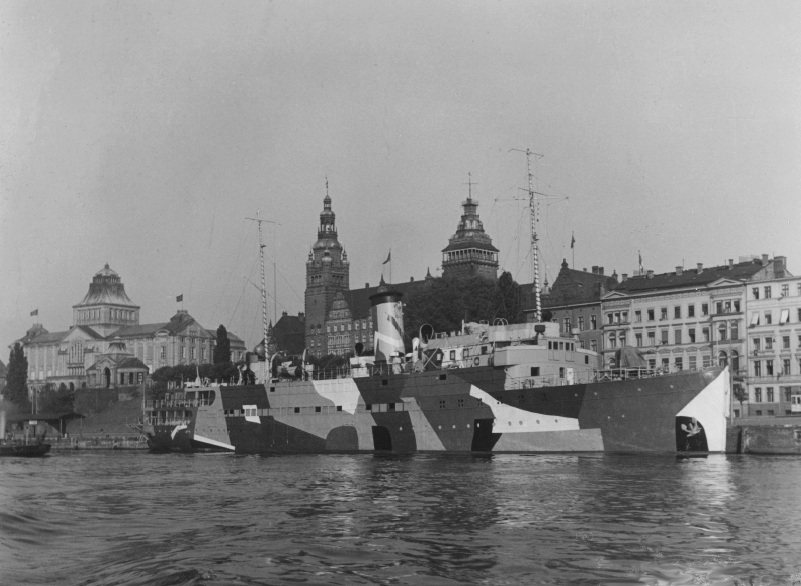
Die ehemalige Ostpreußen-Fähre Preußen als Minenschiff

Am 24./25. Juni 1940 absolvierte T 5 seinen ersten Fronteinsatz, als das Boot mit T 1 und T 8 einen Geleitzug von Frederikshavn nach Horten sicherte. Am 17. Juli sicherte T 5 wieder mit T 8 sowie den Torpedobooten Greif, Iltis und Jaguar ab Wilhelmshaven die Minenschiffe Roland, Königin Luise, Kaiser, Preußen, Cobra und Hansestadt Danzig beim zweiten Versuch, eine große Minensperre (660 EMC-Minen, 900 Sprengbojen) nördlich des sogenannten „Westwalls“ und westlich des Skagerraks zu verlegen, die bis zum 19. wie geplant verlegt wurde. Der Minenlegerverband lief am 23. Juli erneut aus, um eine weitere Sperre in der nördlichen Nordsee zu legen. T 5 gehörte als einziges Boot der 2. T-Flottille wieder zur Sicherung, zu der zusätzlich die Luchs und die Minensucher M 18 und M 19 traten. Wieder konnte die Sperre wie geplant verlegt werden; erst auf dem Rückmarsch erfolgte ein britischer Luftangriff. Um gemeldeten feindlichen MTBs auszuweichen, liefen die Minenschiffe in Richtung Kristiansand und ins Kattegat.
Um die Überführung des nach einem U-Boot-Torpedotreffer behelfsmäßig reparierten Schlachtschiffes Gneisenau von Trondheim nach Kiel zu sichern, verstärkte T 5 am 25. Juli ab Utsira mit den Torpedobooten Luchs, Iltis, Kondor und Jaguar das vom B.d.A., Konteradmiral Schmundt, auf dem Leichten Kreuzer Nürnberg befehligte Geleit mit den Zerstörern Hans Lody, Friedrich Ihn, Paul Jacobi und Karl Galster. Ein angreifendes britisches U-Boot versenkte am 26. zwar das Torpedoboot Luchs, aber das Schlachtschiff erreichte ohne weitere Schäden Kiel.
Im August nahm das Boot an der Sicherung der Erweiterung der „Westwall“-Minenfelder in der Nordsee teil und begleitete am 20./21. das Troßschiff Dithmarschen und das teilreparierte Artillerieschulschiff Bremse von Stavanger nach Wilhelmshaven.
Am 1./2. September 1940 verlegte der Führer der Minenschiffe (F.d.M.) von Rotterdam aus mit den Minenschiffen Tannenberg, Roland und Cobra in der südwestlichen Nordsee eine Minensperre mit etwa 600 Minen. Gesichert wurde das Unternehmen durch die 5. Zerstörerflottille mit drei Zerstörern, die 5. Torpedobootsflottille mit vier Booten und die 2. T-Flottille mit T 5, T 6, T 7 und T 8, die im Anschluss an das Unternehmen nach Cherbourg verlegte. Am 5. September legte T 5 mit T 8 erstmals Minen im Ärmelkanal nahe Boulogne. In den Nächten zum 6., 9. und 16. September folgten weitere Einsätze der Flottille mit allen vier Booten als Minenleger in der Straße von Dover. Nur beim letzten Einsatz kam es zu einem Kontakt mit leichten britischen Seestreitkräften. T 5 lief am 20./21. September 1940 zurück nach Wilhelmshaven und dann zu routinemäßigen Instandsetzungsarbeiten weiter in die Ostsee.
So war T 5 nicht an dem größten geschlossenen Einsatz der Klasse beteiligt, als die 1. und 2. T-Flottille am 6. und 7. November 1940 mit T 1, T 4, T 9, T 10 sowie T 6, T 7 und T 8 gegen die schottische Ostküste vorstieß. Als T 6 östlich von Aberdeen auf 57° 8′ N, 1° 58′ W durch einen Minentreffer mit 48 Mann der Besatzung verloren ging, wurde das Unternehmen ohne direkten Feindkontakt abgebrochen.

### Einsätze in der Nordsee
Die T 5 begleitete mit fünf weiteren Booten das Auslaufen des Schweren Kreuzers Admiral Hipper in den Nordatlantik am 30. November und 1. Dezember 1940 von Brunsbüttel bis nach Norwegen und dann am 3. Dezember mit T 1 und T 12 den aus Gotenhafen kommenden und zum Handelskrieg auslaufenden Hilfskreuzer Kormoran durch das Skagerrak. Eine im Anschluss geplante Minenoperation zur Verstärkung der „Westwall“-Minensperren mit fünf weiteren Torpedobooten und den Leichten Kreuzern Nürnberg und Köln wurde jedoch wegen schlechten Wetters abgebrochen. Auch zwei weitere geplante Minenoperationen mit Schwesterbooten und drei Minenschiffen Mitte Januar 1941 konnten wegen der Wetterverhältnisse nicht durchgeführt werden. Am 25. Januar 1941 begleitete T 5 mit T 9 und T 10 sowie der Falke die in den Nordatlantik auslaufenden Schlachtschiffe Scharnhorst und Gneisenau entlang der norwegischen Küste.
Vom 26. Januar bis zum 4. Februar 1941 konnte dann von Stavanger aus die Minenschiffe Tannenberg, Brummer, Königin Luise und Hansestadt Danzig die geplante Nordverlängerung der „Westwall“-Sperren mit den Sperren „20 Pommern“, „21 Oder“ und „22 Rügen“ durchführen, die neben T 5 durch T 12, T 9, T 10, Falke und die Minensucher M 15 und M 22 gesichert wurden, wobei nicht alle Schiffe und Boote an jedem der drei Einsätze teilnahmen.

### Einsätze in der Ostsee
Der Krieg mit der Sowjetunion führte zur Verlegung der 2. T-Flottille vornehmlich zu Sicherungsaufgabe in die östliche Ostsee und am 15. August 1941 zur Zusammenfassung aller Boote der Klasse in der 2. Flottille, der dann neben T 5 noch T 2, T 4, T 7, T 8, T 11 und T 12 zur Verfügung standen. Am 13. und 14. September beschossen T 2, T 5, T 8 und T 11 sowjetische Stellungen auf Ösel, heute Saaremaa, als Scheinunternehmung „Westwind“ gegen die Westseite der Insel, an der auch zwei Schnellboot-Flottillen und weitere kleinere Fahrzeuge teilnahmen. Gleichzeitig fanden zwei weitere Ablenkungsmanöver von See statt. Dabei sank das finnische Küstenpanzerschiff Ilmarinen mit 271 Mann durch eine Treibminenexplosion. 132 Schiffbrüchige konnten gerettet werden.
Ab dem 21. September gehörte T 5 mit T 2, T 7, T 8 und T 11 zu einer Kampfgruppe mit den Zerstörern Z 25, Z 26 und Z 27 am Ausgang des Finnischen Meerbusens, die ein Auslaufen der sowjetischen Baltischen Flotte in die Ostsee verhindern sollte. Zum Verband stieß in der Aalandsee die am 23. aus Swinemünde ausgelaufene Nordgruppe der „Baltenflotte“ unter Vizeadmiral Ciliax mit dem Schlachtschiff Tirpitz, dem Schweren Kreuzer Admiral Scheer und den Leichten Kreuzern Nürnberg und Köln sowie einigen Schnellbooten. Nach erfolgreich erachteten Luftangriffen auf die Rote Flotte vor Leningrad wurden die Tirpitz und die Admiral Scheer mit zwei T-Booten schon am 24. zurückgerufen. Die zurückgebliebenen Einheiten traten zur Südgruppe der „Baltenflotte“ mit den Leichten Kreuzern Leipzig und Emden. Alle schwereren Schiffe liefen am 29. September zurück nach Gotenhafen.
Bei der Einnahme der Insel Dagö, heute Hiiumaa, ab dem 12. Oktober 1941 kam T 5 mit T 2, T 7 und T 8 nochmals zur Sicherung des Leichten Kreuzers Köln vor den baltischen Inseln zum Einsatz.

### Wieder im Westen und nach Norwegen
Vom 10. bis 12. Januar 1942 verlegte T 5 mit T 11 und T 12 durch den Ärmelkanal nach St. Nazaire; die Boote gingen dann am 25./26. mit T 2 und T 4, die schon Anfang Dezember 1941 den Hilfskreuzer Thor durch den Kanal geleitet hatten, nach Brest und sicherten die schweren Einheiten bei Probefahrten. T 5 sicherte mit anderen Booten am 27. Januar und am 3. Februar Probefahrten der Scharnhorst und am 4. Februar einen Maschinen- und Geschütztest des Schweren Kreuzers Prinz Eugen. Vom 5. bis 7. Februar wurde dann der hintere Torpedorohrsatz der Boote durch einen 2-cm-Flak-Vierling ersetzt, und am 8. Februar marschierten die fünf Torpedoboote nach Le Havre. Am 12./13. Februar 1943 erfolgte der Kanaldurchbruch der beiden deutschen Schlachtschiffe und der Prinz Eugen (Unternehmen Cerberus), gesichert unter anderem durch sechs Zerstörer und vierzehn Torpedoboote. Die 2. T-Flottille unter Kkpt Heinrich Erdmann kam mit ihren fünf Booten auf der Höhe der Seinemündung zum Verband, dazu kam dann noch die 5. T-Flottille mit fünf Booten und ab Dünkirchen die 3. T-Flottille mit vier Booten. Dazu kamen noch eine Vielzahl von M- und S-Booten sowie anderen Booten.
Im Anschluss an die Rückführung der drei schweren Einheiten in deutsche Häfen verlegte T 5 vom 15. bis zum 20. Februar 1942 mit den Schwesterbooten T 4 und T 12 nach Trondheim, wo sich das Schlachtschiff Tirpitz seit dem 17. Januar 1942 befand und wohin weitere schwere Einheiten nach notwendigen Reparaturen folgen sollten. Ab dem 20. Februar verlegten die Prinz Eugen und die Admiral Scheer mit fünf Zerstörern von Brunsbüttel entlang der dänischen Westküste nach Norwegen. Am frühen Morgen des 23. Februar wurde die Prinz Eugen von einem Torpedo des britischen U-Boots Trident getroffen, der das Heck schwer beschädigte und das Ruder zerstörte. T 5 und T 12 liefen dem Verband entgegen und sicherten das Einbringen des schwer beschädigten Kreuzers in den Lofjord.

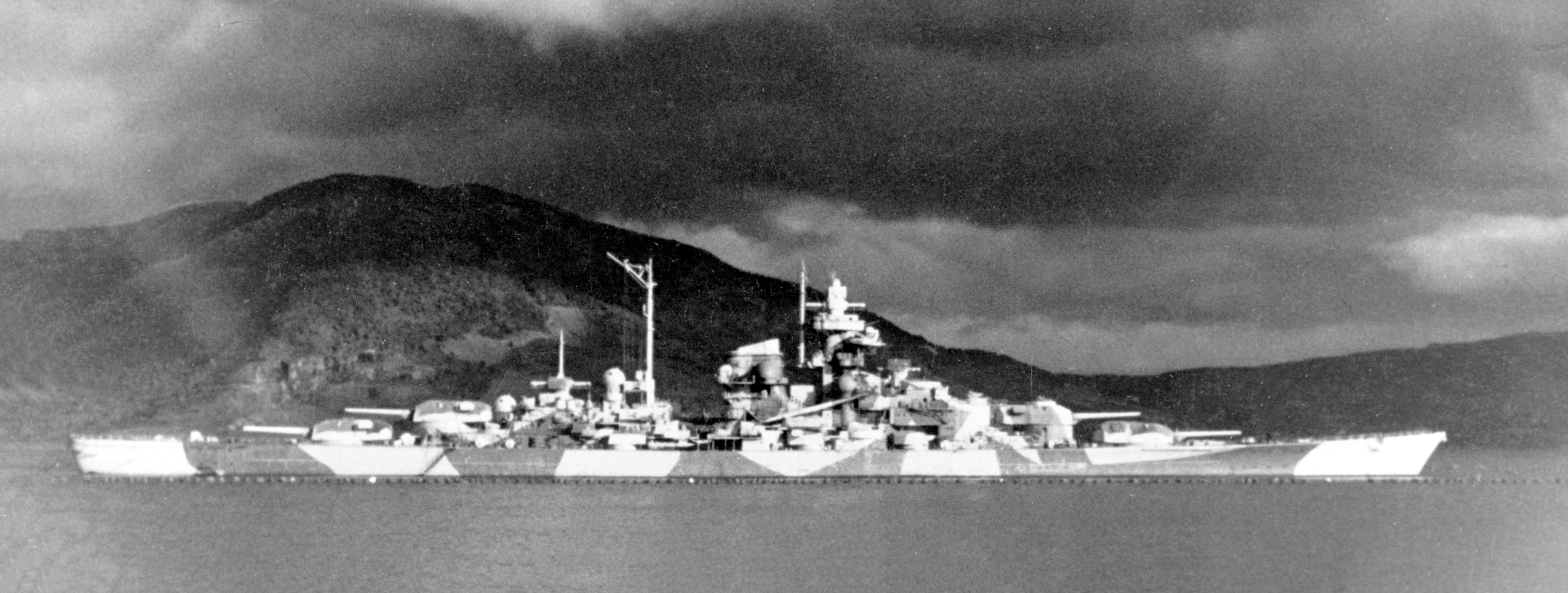
Die Tirpitz

Am 6. März ging das Schlachtschiff Tirpitz mit Vizeadmiral Ciliax mit den Zerstörern Paul Jacobi, Friedrich Ihn, Hermann Schoemann und Z 25 von Trondheim in See, um Geleitzüge im Nordmeer anzugreifen. Durch die Entschlüsselung der deutschen Funksprüche (siehe Ultra) und Meldungen eines vor Norwegen stehenden U-Boots war die britische Seite frühzeitig über den auslaufenden Verband informiert. T 5 und T 12 dienten zur Sicherung entlang der norwegischen Küste und wurden am 10. März mit der Paul Jacobi entlassen, als der Verband in das Nordmeer Richtung Bäreninsel hinauslief. Als der Verband nach der erfolglosen Suche nach QP 8 zur nordnorwegischen Küste zurückkehrte, schlossen sich die beiden Torpedoboote am 12. März wieder dem Verband an, der am 13. März in Trondheim eintraf.
Vom 9. bis zum 10. Mai 1942 begleiteten T 5 und das länger in Frankreich verbliebene Schwesterboot T 7 den Schweren Kreuzer Admiral Scheer, den Flottentanker Dithmarschen und die Zerstörer Z 28 und Z 30 von Trondheim nach Narvik. Anschließend sicherte T 5 das Minenschiff Cobra beim Verlegen einiger Minensperren in nordnorwegischen Fjorden, die den künftigen Liegeplatz deutscher Einheiten nahe dem Nordkap sichern sollten.

### Erneuter Einsatz in Frankreich
Als am 28. März und am 10. April 1943 der italienische Blockadebrecher Himalaya von der Gironde nach Japan auszulaufen versuchte, gehörte T 5 zu den Booten, die die Fahrt durch die Biskaya sichern sollten. Beide Versuche scheiterten und mussten abgebrochen werden, da die Briten durch ihre Funkaufklärung frühzeitig diese Absichten erkannten und den Blockadebrecher aus der Luft angriffen. Anfang Mai 1943 war T 5 an drei Minenunternehmungen der 2. T-Flottille unter Erdmann im Ärmelkanal zusammen mit T 2, T 18 sowie den Flottentorpedobooten T 22 und T 23 beteiligt. Ab Mitte Juli diente T 5 wiederholt zur Sicherung von heimkehrenden U-Booten in der Biskaya.

### Einsatz in der Ostsee
Im Sommer 1943 wurde die 2. T-Flottille in die Heimat verlegt und der Torpedoschule zu Ausbildungszwecken zugeteilt. Vom Sommer 1944 bis zum Kriegsende übernahmen die Boote Geleit- und Sicherungsaufgaben in der Ostsee, zunächst im Finnischen Meerbusen, später in der östlichen und mittleren Ostsee. Als die Kriegsmarine mit ihren verbliebenen schweren Einheiten mit deren Artillerie in die Landkämpfe eingriff, sicherten die Torpedoboote der Typen 1935 und 1937 die eingesetzten Kreuzer gegen Angriffe von See und ggf. auch aus der Luft, da sie mit nur einer 10,5-cm-Kanone zur Artillerieunterstützung kaum geeignet waren. T 5 sicherte so mit der 2. T-Flottille unter Kkpt Friedrich-Karl Paul vom 22. bis zum 24. November mit T 3, T 12, T 9, T 13 und T 16 die Admiral Scheer vor der Halbinsel Sworbe. Sowjetische Luftangriffe auf den Unterstützungsverband wurden erfolgreich abgewehrt. Sworbes deutsche Verteidiger wurden in der letzten Nacht des Einsatzes nach Kurland evakuiert.

### Das Ende vonT 5
Im Frühjahr 1945 waren die Boote der 2. T-Flottille vorrangig als Sicherung der Transporter aus den Ostgebieten nach Westen oder von Norwegen ins „Reich“ im Einsatz und erlitten dabei Verluste. Am 14. März 1945 sank T 5 gegen 18:45 Uhr nahe Hela auf 54° 34′ N, 18° 56′ O nach einem Minentreffer. Dabei kamen 24 Mann der Besatzung und viele der eingeschifften Flüchtlinge ums Leben. Fast an der gleichen Stelle war kurz zuvor schon T 3 mit fast 300 Todesopfern gesunken. Die Boote waren wohl auf eine vom sowjetischen U-Boot L-21 am 8. März gelegte Minensperre gelaufen.

## Kommandanten
| 23. Januar 1940 bis Dezember 1942 | Kltn Rudolf Koppenhagen      | später Flottillenchef               |
| i. V. März bis Mai 1940           | i. V. Kltn Heinrich Hoffmann | KzS der Bundesmarine                |
| Dezember 1942 bis September 1943  | Kltn Hans Dehnert            | KzS der Bundesmarine und Übersetzer |
| September 1943 bis Februar 1944   | OLzS Freiherr von Luttitz    |                                     |
| Februar 1944 bis Januar 1945      | Kltn Güttner                 |                                     |
| Februar 1945 bis März 1945        | OLzS Wätjen                  |                                     |